# Wołowe Lasy
Wołowe Lasy (niem. Eichfier) – wieś w Polsce położona w województwie zachodniopomorskim, w powiecie wałeckim, w gminie Człopa. Leży ona 11 km na wschód od Człopy, 23 km na południowy zachód od Wałcza oraz 119 km na wschód od Szczecina.

## Historia

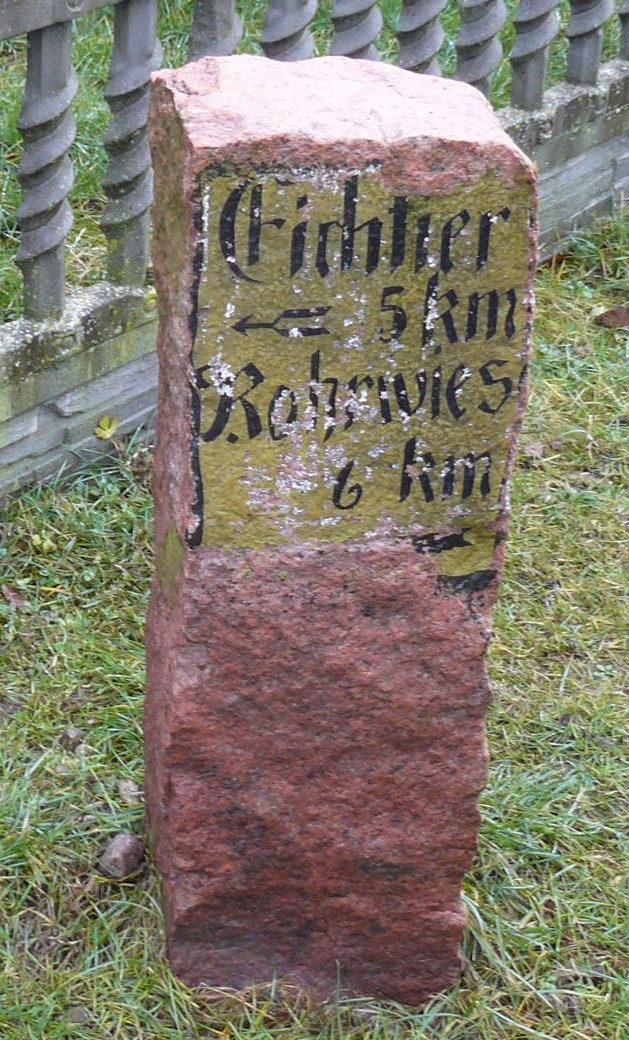
Stary drogowskaz

We wsi znajduje się filialny kościół pw. Świętej Trójcy z XVII wieku o konstrukcji drewnianej. W świątyni znajduje się dzwon stargardzkich ludwisarzy Joachima i Jacoba Karstede z końca XVII.
Wieś szlachecka Wołowe Lasy położona była w 1580 roku w powiecie poznańskim województwa poznańskiego. W latach 1975–1998 miejscowość administracyjnie należała do województwa pilskiego.